# Trole de pértiga

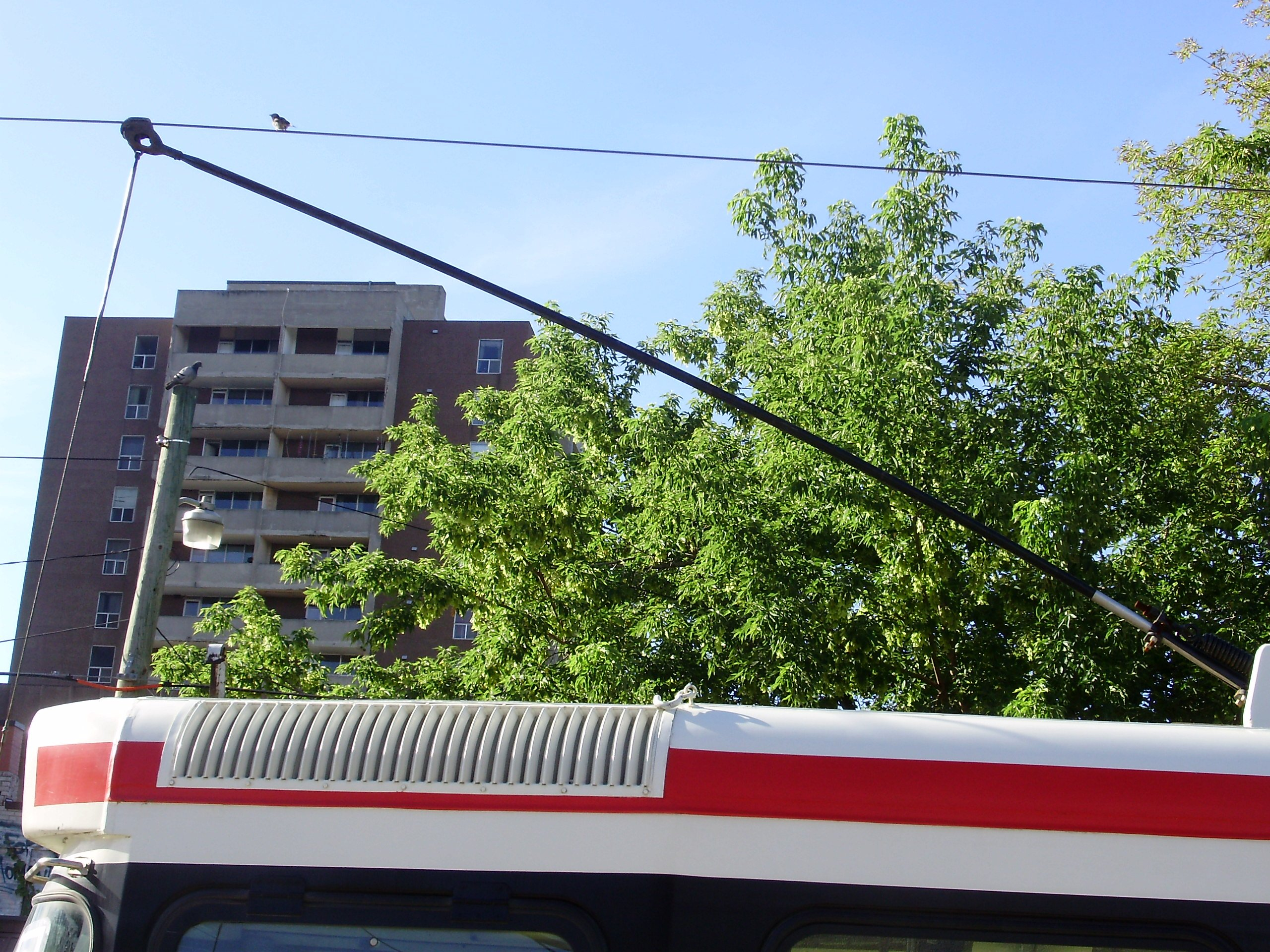
Trole de pértiga en un tranvía de Toronto, rematado con una zapata

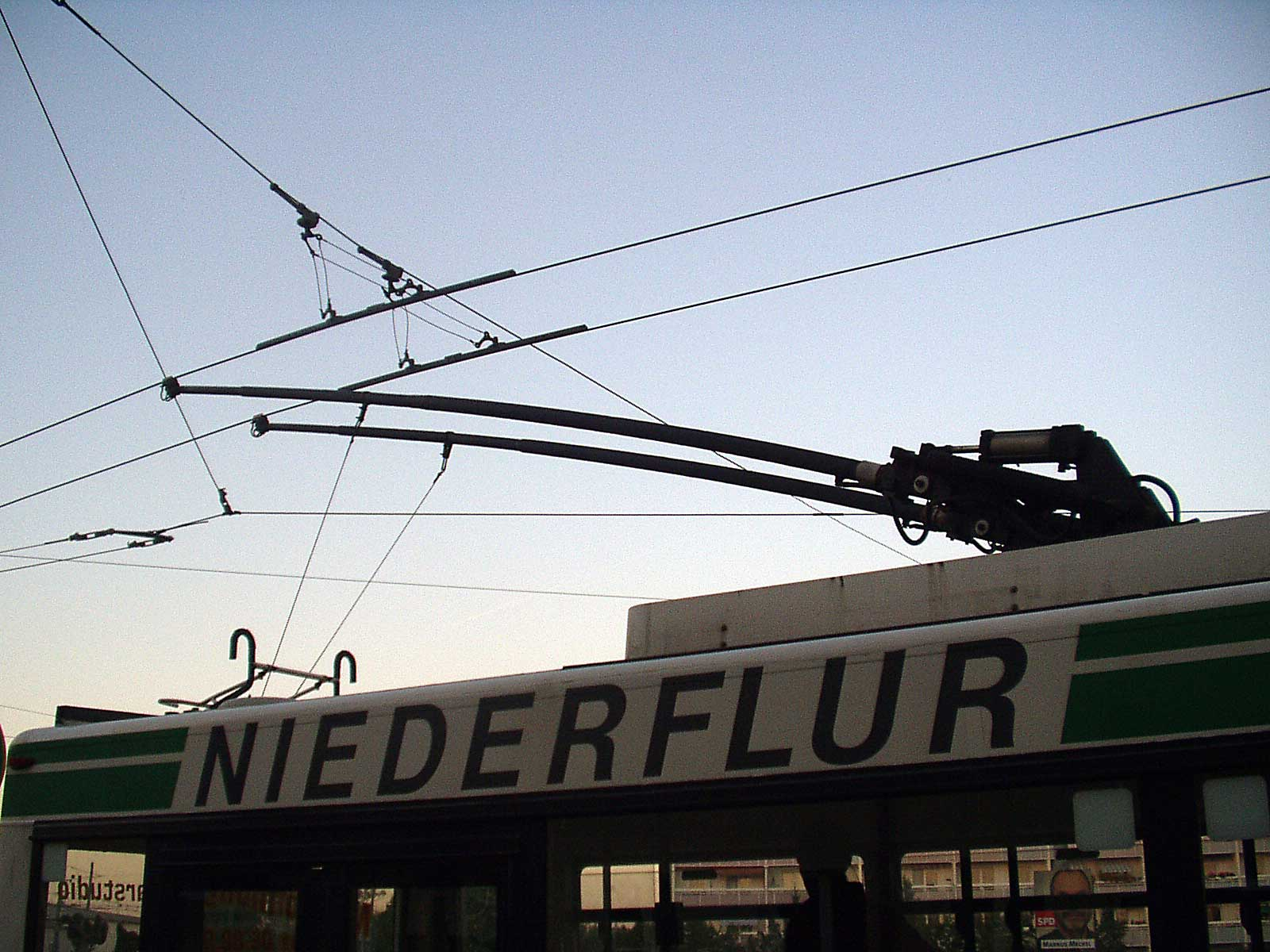
Un trolebús con un par de troles de pértiga en el techo

Un Trole de pértiga es un poste cilíndrico cónico de madera o metal, que se usa para transferir electricidad de una "viva" cable aéreo para el control y los motores de tracción eléctricos de un tranvía o trolebús. Es un tipo de colector. Se dice que el uso de cables aéreos en un sistema de recolección de corriente es una invención de 1880 de Frank J. Sprague, pero el primer trolebús en funcionamiento fue desarrollado y demostrado por Charles Van Depoele, en otoño de 1885.

## Etimología

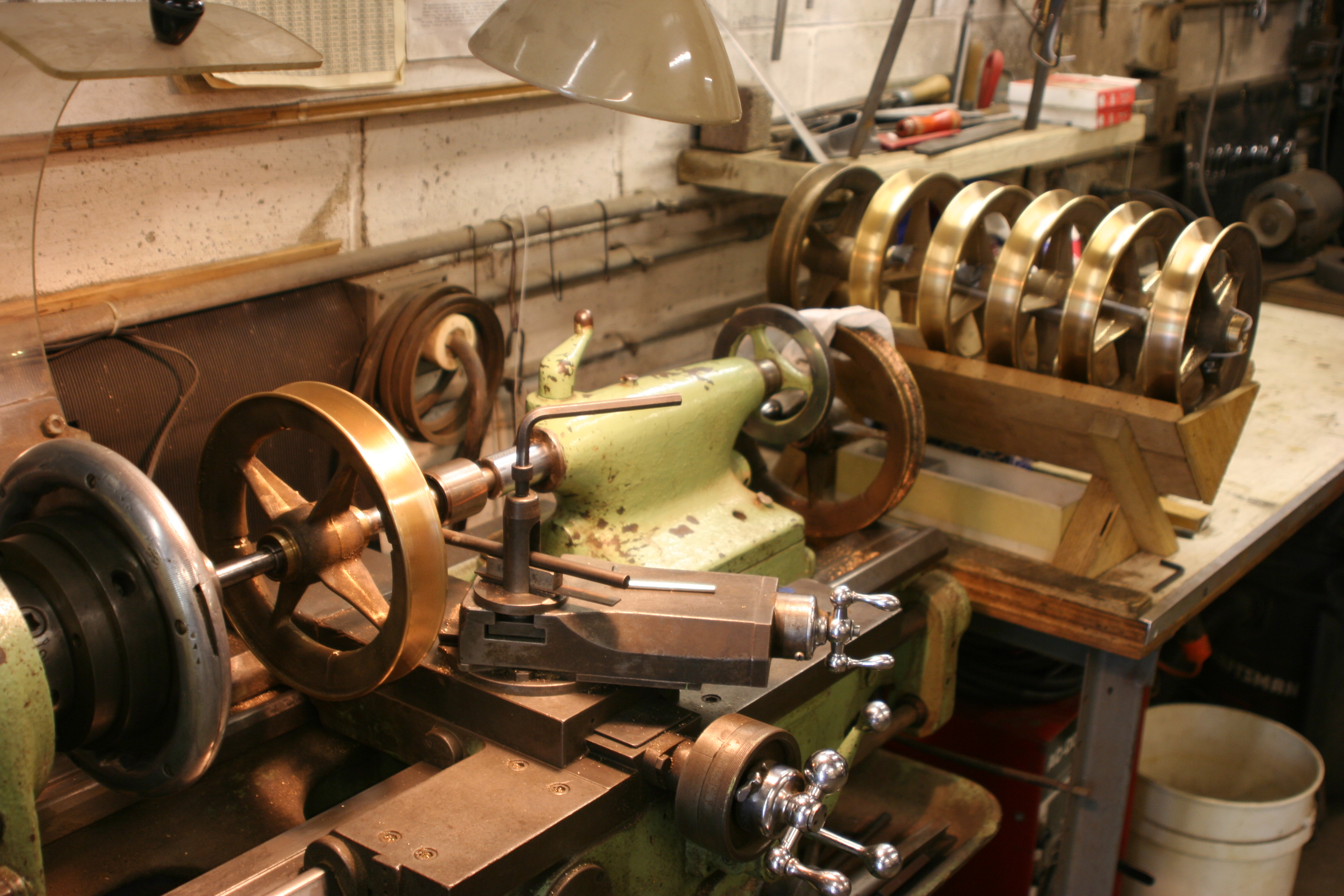
Mecanizado de ruedas de trole de repuesto

El término "poste", también utilizado para describir el poste o el automóvil de pasajeros que usa el poste del carro, se deriva de la ranurado conductor eléctrico rueda  unido al extremo del poste que "trolls" el cable aéreo. 
El término "poste" es anterior a la invención del poste del carro. Los primeros autos eléctricos no usaban un poste, sino un sistema en el que cada tranvía arrastraba un cable aéreo conectado a un pequeño carro, o "troller", que viajaba en una "pista" de cables aéreos. Desde un lado, las líneas de arrastre hacían que el automóvil pareciera estar "trolling", como en la pesca. Si el carrito se descarrilaba de los cables aéreos, caía con un fuerte estruendo sobre el techo del tranvía y era difícil reposicionarlo en los cables; estos inconvenientes impulsaron la búsqueda de mejores formas de conectarse al cable de alimentación. Más tarde, cuando un poste giratorio reemplazó al troller, pasó a conocerse como "poste de tranvía".[cita requerida]
Un desarrollo temprano de un tranvía experimental en Toronto, Ontario, fue construido en 1883, habiendo sido desarrollado por John Joseph Wright, hermano del estafador Whitaker. Wright. Si bien Wright pudo haber ayudado en la instalación de ferrocarriles eléctricos en la Exposición Nacional Canadiense (CNE) e incluso pudo haber utilizado un sistema de postes, no hay evidencia al respecto. Del mismo modo, Wright nunca presentó ni se le otorgó una patente.
El crédito por el desarrollo del primer poste de tranvía en funcionamiento se le otorga a Charles Joseph Van Depoele, un ingeniero belga que se mudó a los Estados Unidos en 1869. Van Depoele hizo la primera demostración pública del dispositivo accionado por resorte en un tranvía temporal. línea instalada en la Exposición Industrial de Toronto (ahora CNE) en el otoño de 1885. El primer trolebús de Depoele era "tosco" y no muy fiable, y volvió a utilizar el sistema troller de recolección de corriente para una instalación comercial en un sistema de tranvías en South Bend, Indiana, que se inauguró el 14 de noviembre de 1885, y en uno en Montgomery, Alabama, en abril de 1886. Sin embargo, a los pocos meses, Van Depoele cambió al tranvía -sistema de polos para la operación de Montgomery. Van Depoele y su compañero inventor Frank J. Sprague estaban "trabajando en ideas similares casi al mismo tiempo", y Sprague empleó la recolección de corriente de un trolebús en un sistema de tranvía eléctrico que instaló en Richmond, Virginia, en 1888, y también mejoró la rueda del trolebús y los diseños de los postes. Conocido como el Richmond Union Passenger Railway, este 12 millas (19,3 km) sistema fue la primera línea de trolebuses a gran escala del mundo y se inauguró con bombos y platillos el 12 de febrero de 1888.

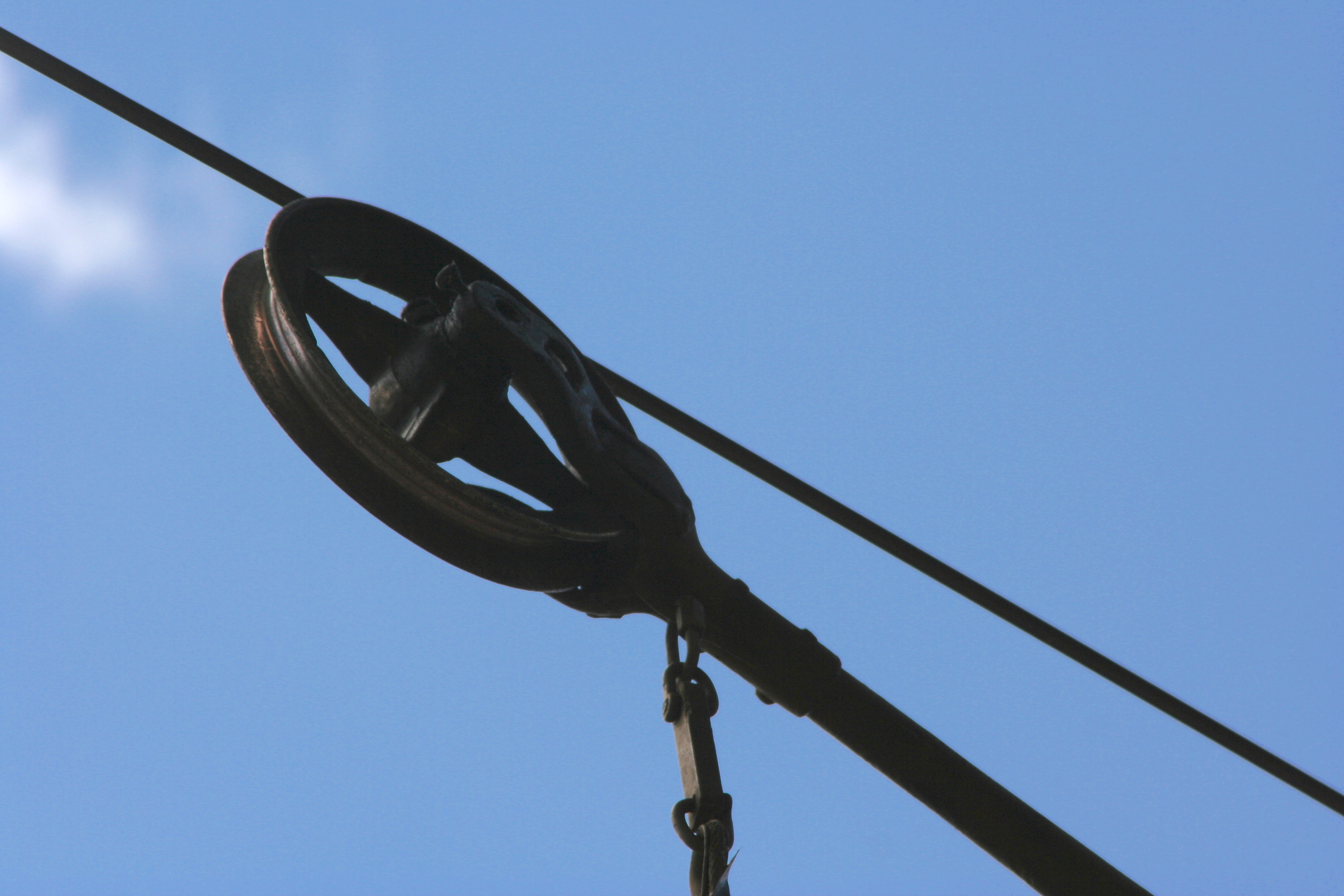
rueda de trole en Twin City Rapid Transit Company No. 1300

La rueda ranurada del trole se usó en muchos sistemas de ciudades grandes durante las décadas de 1940 y 1950; generalmente se usaba en sistemas con cable aéreo de sección transversal redonda de estilo "antiguo". La rueda del trole era problemática en el mejor de los casos; el contacto circunferencial del cojinete ranurado de la rueda en la parte inferior del cable aéreo proporcionaba un contacto eléctrico mínimo y tendía a arcando en exceso, lo que aumentaba el desgaste del cable aéreo. El  carbono zapato de trole deslizante más nuevo se usaba generalmente con un cable del carro superior ranurado más nuevo de una sección transversal de aproximadamente " figura 8". La zapata deslizante del carro proporcionó un mejor contacto eléctrico (con una reducción en la formación de arcos) y redujo drásticamente el desgaste de los cables aéreos. Muchos sistemas comenzaron a convertirse a la zapata de carro deslizante en la década de 1920; Milwaukee, Wisconsin convirtió su gran sistema a fines de la década de 1920. Curiosamente, Filadelfia no convirtió las ruedas de trole de los tranvías en sus tranvías restantes hasta 1978.[cita requerida] Aunque un tranvía con una rueda de trole de tranvía puede evocar un aspecto antiguo, el zapato de trole es moderno y más práctico, además de económico.

## Descripción del dispositivo
Un poste de trole no está conectado al cable aéreo. El poste se asienta sobre una base con resortes en el techo del vehículo, con resortes que proporcionan la presión para mantener la rueda del poste o zapato en contacto con el cable. Si el poste es de madera, un cable lleva la corriente eléctrica al vehículo. Un poste de metal puede usar un cable de este tipo, o puede estar "vivo" eléctricamente, lo que requiere que la base esté aislada de la carrocería del vehículo.

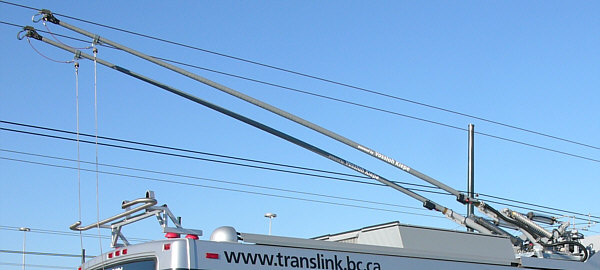
Poles modernos instalados en los trolebuses de piso bajo de Vancouver

En los sistemas con vagones de tranvía de dos extremos capaces de funcionar en ambas direcciones, el poste del trole siempre debe tirarse detrás del vagón y no empujarse, o es muy probable que se "desmonte el cableado", lo que puede dañar los cables aéreos. En los puntos finales, el conductor debe girar el poste del trolebús para que mire en la dirección correcta, jalándolo del cable con una cuerda o un poste y llevándolo al otro extremo. En algunos casos se prevén dos barras de trolley, una para cada sentido: en este caso se trata de subir una y bajar la otra. Dado que el operador podía levantar el poste en un extremo mientras el conductor bajaba el otro, esto ahorró tiempo y fue mucho más fácil para el conductor. Se debía tener cuidado de levantar primero el poste caído, para eliminar el daño causado por el arcaco entre el poste y el cable. En los EE. UU., el sistema de dos polos era la disposición más común en los vehículos de dos extremos. Sin embargo, empujar el poste (llamado "back-poling" en los EE. UU. O "spear-poleing" en Australia), era bastante común donde los tranvías se movían a baja velocidad, como en [[wye (rail)|wye] ] terminales (también conocidos como inversores) y mientras retrocede en los cobertizos.

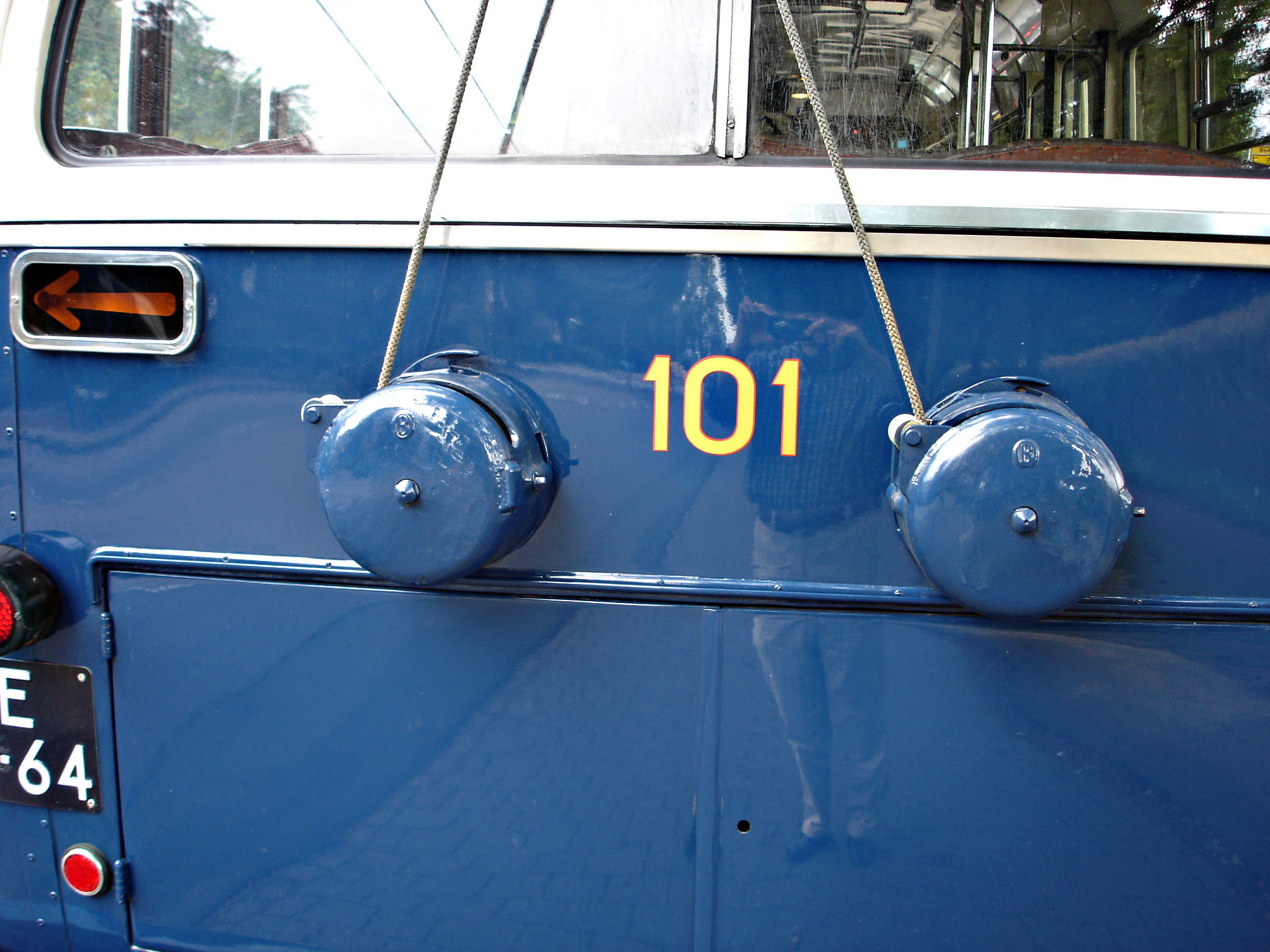
Perdigueros de trolley en la parte trasera de un trolebús de 1949

Los postes del tranvía generalmente se suben y bajan manualmente con una cuerda desde la parte trasera del vehículo. La cuerda se alimenta a un mecanismo de carrete de resorte, llamado "receptor de trolley" o "recuperador de trolley". El receptor del carro contiene un retén, como el de un cinturón de seguridad del hombro de un automóvil, que "atrapa" la cuerda para evitar que el poste del carro vuele hacia arriba si el poste está desconectado. El poste perdiguero de apariencia similar (ver foto) agrega un mecanismo de resorte que tira del poste hacia abajo si se sale del cable, alejándolo de todos los accesorios de cables aéreos. Los catchers se usan comúnmente en tranvías que operan a velocidades más bajas, como en una ciudad, mientras que los retrievers se usan en líneas suburbanas e interurbanas para limitar el daño a la sobrecarga a gran velocidad.
En algunos sistemas más antiguos, los postes se subían y bajaban usando un poste largo con un gancho de metal. Donde estén disponibles, estos pueden haber sido hechos de bambú debido a su longitud, rectitud natural y fuerza, combinado con su peso relativamente ligero y el hecho de que es un aislante. Los trolebuses generalmente llevaban uno con el vehículo, para usar en caso de desconexión de cables, pero los sistemas de tranvías generalmente los tenían colocados a lo largo de la ruta en lugares donde el poste del trole necesitaría invertir.
Los postes que se usan en los trolebuses suelen ser más largos que los que se usan en los tranvías, para permitir que el trolebús aproveche al máximo el hecho de que no está restringido a un camino fijo en la calle (los rieles), al brindar un grado de maniobrabilidad lateral, lo que permite que el trolebús para abordar a los pasajeros en la acera o el bordillo.

## Uso monopolar y bipolar
Cuando se utiliza en un "tranvía" (es decir, un vehículo ferroviario), un solo poste de tranvía normalmente recoge la corriente del cable aéreo y los rieles de acero en las vías actúan como [ [Tierra (electricidad)|retorno eléctrico]]. Para reducir la corrosión electrolítica de las tuberías subterráneas y las estructuras metálicas, la mayoría de las líneas de tranvía funcionan con el cable positivo con respecto a los rieles. Trolebúses, por otro lado, debe usar dos postes de trolebús y cables aéreos dobles, un poste y cable para la corriente positiva "viva", el otro para la negativa o retorno neutral. El sistema de tranvías en La Habana, Cuba, también utilizó el sistema de doble cable, al igual que los Sistema de tranvías de Cincinnati, Ohio

## Disminución del uso en ferrocarriles

Pantógrafo (izquierda) y poste de tranvía en uso en Queens Quay West, Toronto

Todos los trolebuses utilizan postes de trolebús y, por lo tanto, los postes de trolebús se siguen utilizando en todo el mundo, dondequiera que haya trolebuses en funcionamiento, y varios fabricantes continúan haciéndolos, incluidos Vossloh-Kiepe, Škoda y Lekov.
Sin embargo, en la mayoría de los vehículos ferroviarios que usan cables aéreos, el poste del trole ha dado paso al colector de proa o, más tarde, al pantógrafo, un dispositivo de metal plegable que presiona una bandeja de contacto ancha contra el cable aéreo. Si bien es más complejo que el poste del trolebús, el pantógrafo tiene la ventaja de que casi no requiere cables, es más estable a alta velocidad y es más fácil de subir y bajar automáticamente. Además, en los tranvías de dos extremos, eliminan la necesidad de girar manualmente el poste del trolebús al cambiar de dirección (aunque esta desventaja se puede superar en cierta medida mediante el uso de inversores de trolebús). El uso exclusivo de pantógrafos (o colectores de proa) también elimina la necesidad de wire frogs (interruptores en el cableado aéreo) para asegurarse de que el poste vaya en la dirección correcta en los cruces.
El poste del tranvía con un zapato en la punta es problemático para los tranvías modernos más largos que consumen más electricidad que los tranvías más antiguos. En Toronto, la zapata del poste del trolebús contiene un inserto de carbono para proporcionar contacto eléctrico con el cable aéreo y para bajar la zapata para despejar los colgadores de cables aéreos. Las inserciones de carbono se desgastan y deben reemplazarse periódicamente. Las inserciones de la zapata del trolley en los tranvías modernos Flexity Outlook de Toronto se desgastan rápidamente en condiciones de lluvia, y duran tan solo ocho horas en lugar de uno o dos días esperados para los tranvías más cortos y antiguos. El consumo de corriente adicional acorta la vida útil del inserto de carbono. Un inserto de carbono desgastado dañaría el cable aéreo y detendría el servicio de tranvía.
Aparte de las líneas de tranvía tradicional, muy pocos sistemas de tranvía/tranvía en todo el mundo siguen utilizando postes de trolebús en vehículos que se utilizan en servicio normal. Entre las excepciones más grandes están las Tranvía de Toronto Toronto, Ontario; Filadelfia (las líneas "Subway-Surface" y Route 15); Riga, Letonia (sin embargo, los nuevos tranvías Škoda en Riga tienen pantógrafos); Kolkata (antes Calcuta), India; y Alejandría, Egipto. Los sistemas más pequeños que todavía utilizan postes de trolebús para el servicio regular incluyen Hong Kong Tramways, el Daugavpils, Latvia system y Rio de Janeiro's Santa Teresa Tramway. El MBTA sistema de Boston todavía utiliza postes de trolebús con los tranvías PCC que utiliza para dar servicio a la Línea de alta velocidad Ashmont–Mattapan.

### Compatibilidad con pantógrafos

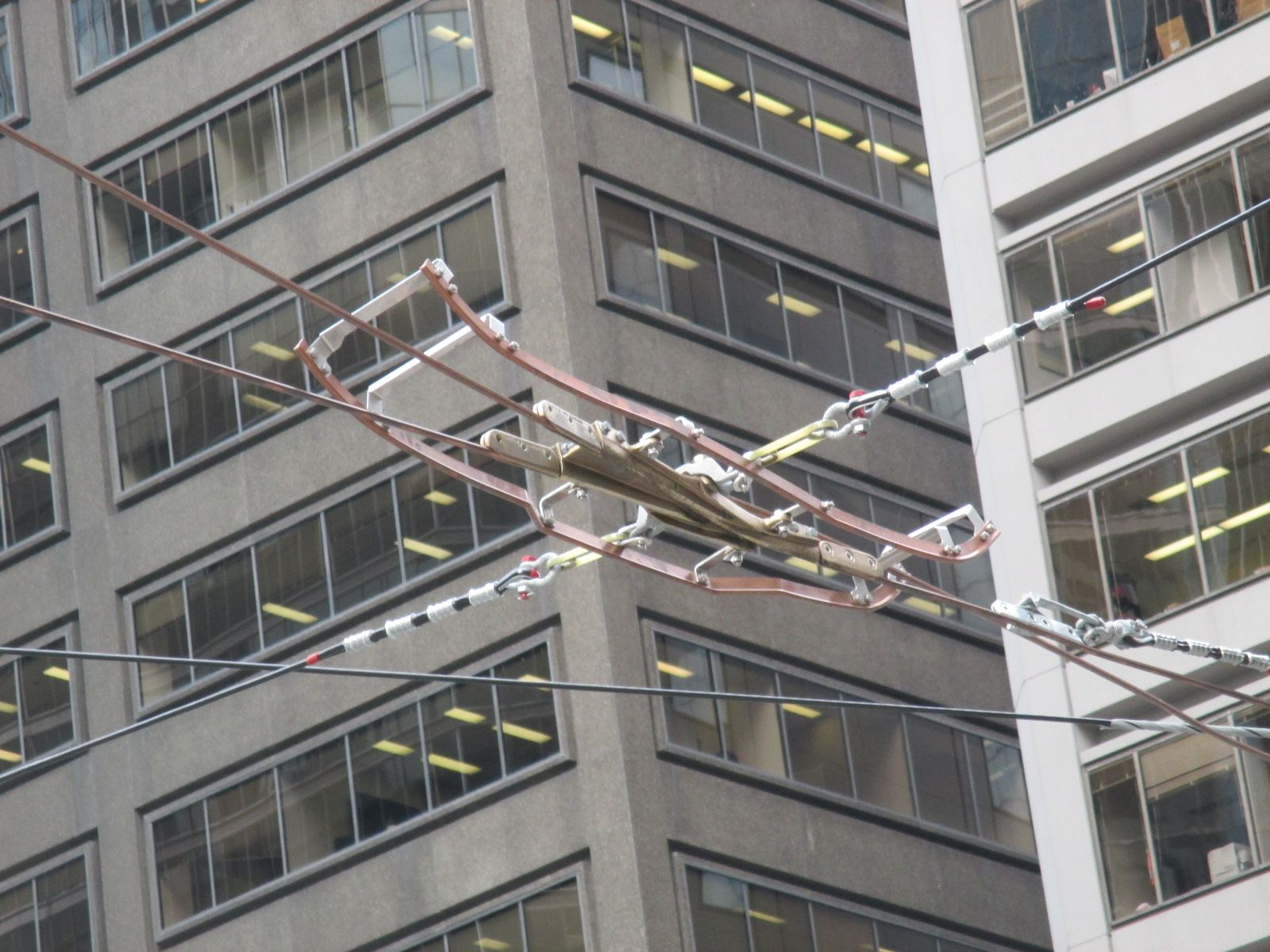
Overhead over a switch en Toronto: dos correderas para pantógrafos flanquean la rana del poste del trolebús.

Los tranvías o vagones de tren ligero equipados con pantógrafos normalmente no pueden operar en líneas con cableado aéreo diseñado para la recolección de trolebuses. Por esta razón, estos sistemas y algunos otros en todo el mundo conservan el uso de postes de tranvía, incluso en los tranvías nuevos, para evitar la dificultad y el gasto de modificar tramos largos de cables aéreos existentes para aceptar pantógrafos.
Sin embargo, la Comisión de Tránsito de Toronto, con el reemplazo inminente de su legado CLRV y ALRV con los nuevos Flexity Outlook vagones, está convirtiendo sus gastos generales la fuente de alimentación sea compatible con los postes de trole y los pantógrafos de forma provisional, ya que los CLRV y los ALRV solo usan postes de trole, mientras que la flota Flexity está equipada tanto para postes de trole como para pantógrafos. A partir del 12 de septiembre de 2017, los tranvías en la ruta 509 Harbourfront comenzaron a usar pantógrafos, mientras que los de la ruta 510 Spadina continuaron usando troles en la misma sección de vía en Queens Quay West. (El 14 de mayo de 2018, 510 Spadina cambió a pantógrafos.)
Grandes porciones de la Muni Metro|de Muni de San Francisco también están configuradas para manejar tanto la operación de postes de trole como de pantógrafo para permitir la compatibilidad con la  de Muni| flota actual de vehículos de rieles ligeros (solo pantógrafo), así como la flota de tranvías históricos de Muni (solo postes de tranvía).

## Referencias culturales

Los tranvías PCCs clásicos con postes de trolebús todavía se usan en Boston